# Robert Blackburn
Robert Blackburn (* 26. März 1885 in Leeds; † 10. September 1955 in Devon) war ein britischer Luftfahrtpionier und Flugzeugkonstrukteur.

## Leben und Wirken
Nach einem Ingenieurstudium, das er 1906 an der Universität Leeds absolviert hatte, ging Blackburn nach Frankreich. In der seinerzeit führenden Luftfahrtnation wollte sich der von der Fliegerei besessene junge Mann Fertigkeiten für den Bau eigener Maschinen aneignen.
Die ersten Kontakte mit Flugzeugbauern hatte er bereits bei früheren Aufenthalten in Frankreich geknüpft. Einige Wochenenden hatte er in Le Mans verbracht und dort mit Interesse von Wilbur Wright durchgeführte Demonstrationsflüge beobachtet. Das erste eigene Flugzeug baute Blackburn im Mai 1909. Interessant ist die Tatsache, dass der Pilotensitz aus einem Korbstuhl bestand, den er aus dem Garten seines Vaters entwendet hatte. Die Flugversuche der untermotorisierten Maschine waren jedoch nicht besonders erfolgreich. Beim ersten Versuch eines Kurvenflugs wurde das Flugzeug zerstört.
Im Jahre 1910 mietete Blackburn am Flugplatz von Filey in Yorkshire, in unmittelbarer Strandnähe, einen Hangar und ein kleines Wohngebäude an. Für das Abwinschen der Flugzeuge von der Steilküste zum Strand stand ihm ein kleiner Kran zur Verfügung. Als nächste Konstruktion folgte die Blackburn Monoplane, die auf Grund ihres hohen Gewichts sehr bald den Spitznamen „Heavy Type Monoplane“ (etwa: Schwerer Eindecker) erhielt. Das Flugzeug wurde bei einem Testflug am 24. Mai 1910 zerstört, was Blackburn jedoch nicht daran hinderte, sich an Neukonstruktionen zu wagen. Eine weitere Konstruktion wurde zunächst von Blackburn selbst geflogen, aber alle weiteren Flüge überließ er angestellten Piloten, um sich der Weiterentwicklung seiner Konstruktionen zu widmen. Bald gründete er in Filey auch eine Flugschule. Schon bald waren die Piloten in der Lage, die Maschine für etwa drei Stunden in der Luft zu halten.
Blackburns nächste Konstruktion, ein zweisitziger Eindecker namens Mercury, wurde bei der Olympia Aero Show in London im Jahre 1911 vorgestellt. In den folgenden beiden Jahren entwickelte Blackburn verschiedene Versionen dieses Grundmodells. Rückschläge blieben jedoch nicht aus – bei einem Flug am Strand stürzte eine der Maschinen ab, und beide Insassen kamen dabei ums Leben. Im September 1912 wurde die Flugschule nach Hendon verlegt, einem der damaligen Zentren der britischen Flugzeugindustrie.
Im Juni 1914 gründete Blackburn die Firma Blackburn Aeroplane Company, die kurze Zeit später in Blackburn Aeroplane and Car Company umbenannt wurde.
Mit Ausbruch des Ersten Weltkriegs im gleichen Jahr waren Blackburns Konstruktionen bereits so ausgereift, dass sein Unternehmen zu einem der Hauptlieferanten der britischen Regierung für fliegendes Gerät in diesem Krieg wurde. Der Schwerpunkt der Produktion bei Blackburn lag in den Folgejahren auf Marineflugzeugen wie Torpedojagdflugzeugen, U-Jagd-Flugzeugen, Flugbooten und trägergestützten Maschinen. 1914 hatte Blackburn sein erstes Wasserflugzeug entwickelt; zu dieser Zeit war sein Faible für diese Art Flugzeuge entstanden.
1939 wurde die Firma in Blackburn Aircraft Ltd. umbenannt, 1948 kam es zu einer Fusion mit der Firma General Aircraft zu Blackburn and General Aircraft.
Robert Blackburn, aus dessen zwei Ehen sechs Kinder hervorgegangen waren, erlebte das Ende seines Unternehmens, das im Jahre 1964 in der Hawker Siddeley Group aufging, nicht mehr.